# Абу Бакр аль-Раміні
Абу Бакр аль-Раміні (араб. أبو بكر الرميمي; д/н — 1038) — 4-й емір Альмерійської тайфи в 1038 році.

## Життєпис
Відомостей про нього обмаль. Вперше письмово згадується у 1038 році, коли обіймав посаду шейха (намісника) Альмерії. В серпні того ж року після загибелі еміра Зухайра місцевою знаттю та духівництвом обирається новим еміром Альмерійської тайфи.
Втім не зміг протистояти численним ворогам. В Мурсії Абу Бак ібн Тахір перейшов на бік Абд аль-Азіза, еміра Валенсії. Також аль-Раміні ймовірно не мав суттєвої підтримки військовиків. В результаті вже у вересні 1038 року Абу Бакра аль-Раміні було повалено, а Альмерію захопив емір Валенсії.